# Aristolochia nakaoi
Aristolochia nakaoi är en piprankeväxtart som beskrevs av Maekawa. Aristolochia nakaoi ingår i släktet piprankor, och familjen piprankeväxter. Inga underarter finns listade i Catalogue of Life.